# Фишер, Эдит
Эдит Фишер (нем. Edith Fischer; род. 18 февраля 1935, Сантьяго) — чилийско-швейцарская пианистка. Дочь пианистки Елены Вайс и альтиста Золтана Фишера, внучка пианистки Анны Банд.
Начала заниматься музыкой под руководством своих родных, а затем по их рекомендации в 1952 г. продолжила своё образование в Нью-Йорке под руководством Клаудио Аррау. С середины 1950-х гг. живёт в Швейцарии. В 1955 г. в Лондоне была удостоена премии имени Дину Липатти. Концертировала в Европе, Северной и Южной Америке, Индии, Японии и др. Выйдя замуж за своего ученика Хорхе Пепи, выступала с ним в дуэте, записала два альбома с произведениями Шуберта и Брамса, а в 1990 г. основала фестиваль Международная неделя фортепиано и камерной музыки (фр. Semaine internationale de piano et de musique de chambre) в городе Блоне. Среди сольных записей Фишер преобладают произведения Роберта Шумана.